# Ванеса Кирби
Ванеса Нуала Кирби (енгл. Vanessa Nuala Kirby; Лондон, 18. април 1988) британска је глумица.

## Детињство и младост
Кирбијева је рођена 18. априла 1988. године у Вимблдону у Лондону, као дете бивше уреднице часописа Сеоски живот Џејн Кирби и уролога Роџера Кирбија. Има брата Џоа и сестру Јулију. Након што је била одбијена од стране Бристолске старе позоришне школе, паузирала је годину и искористила је за путовање, пре него што је уписала студије енглеског језика на Универзитету у Ексетеру.

## Каријера

### 2009−2014: Почетак каријере и позоришне продукције
Кирбијева је одбила своје место у Лондонској академији музике и драмских уметности након што је била потписана за агенцију за таленте и упознала директора позоришта Дејвида Такера, који јој је дао три улоге током 2009. године у позоришту Октагон у Болтону. То су биле улоге у представама Сви моји синови (Артур Милер), Духови (Хенрик Ибсен) и Сан летње ноћи (Вилијам Шекспир). За улогу у представи Сви моји синови освојила је БИЗА награду за звезду у успону током Манчестерских вечерњих позоришних награда, вредну 5000 фунти.
Током 2011. године појавила се у Националном театру као Изабела у представи Жене се чувају жена (Томас Мидлтон), коју је режирала Маријен Елиот уз помоћ Харијет Волтер и Харија Мелинга. Након тога је глумила Розалинд у представи Како вам драго (Вилијам Шекспир) у Западном јоркширском позоришту у Лидсу.  Исте године направила је свој телевизијски деби у Би-Би-Си серији Час. Играла је Естелу у Би-Би-Си-јевој краткој телевизијској адаптацији Великих очекивања.
Каријеру је наставила улогом Маше у широко признатој сценској продукцији Бенедикта Ендруза Три сестре у септембру 2012, и добила је много добрих критика. Снимила је филм Успон почетком 2012. Овај филм је премијерно приказан током филмских фестивала у Лондону и Торонту и добио је мноштво добрих критика, а редитељ Рован Атхејл је освојио награду у категорији за најбољи деби.
У 2013. години Кирби се вратила у Национални театар како би играла Краљицу Елизабету у представи Едвард Други. У лето 2014 играла је Стелу у представи Кола звана пожуда, када је поново имала прилику да сарађује са Бенедиктом Ендрузом, а глумила је уз Гилијан Ендерсон која је тумачила лик Бланш и Бена Фостера који је играо Стенлија. Освојила је награду за најбољу споредну глумицу на додели Вотсонстејдж награда 2014. Кирби се такође појавила у комедији Ричарда Кертиса Крајње је време.

### 2015−сада: Телевизијске улоге и интернационална слава
Током 2015. године појавила се у филму Еверест као Сенди Хил Питман, као и у филму Комода, а у мају те године добила је улогу Принцезе Маргарете у Нетфликсовој првој оригиналној британској серији Круна. За ову улогу била је номинована за БАФТА награду 2017, а освојила је исту ову награду за другу сезону серије 2018. године. Кирбијева је играла Елену у продукцији Ујка Вање Роберта Ика у позоришту Алмејда 2016 и за ту улогу добила много добрих критика. Током касних 2010-их година Кирби се појавила у неколико филмова, попут Краљица и земља (2014), Јупитер у успону (2015) и Команда за убиство (2016).
У 2018. години Кирби је играла главну улогу у филму Јулија, адаптацији коју је Поли Стенхам урадила на основу филма Госпођица Јулија Огуста Стриндберга у Националном театру. Кирби је од тада глумила у два акциона филма, Немогућа мисија: Разилажење (2018) са Томом Крузом, и Паклене улице: Хобс и Шо (2019) са Двејном Џонсоном и Џејсоном Стејтамом.
Током 2020. Кирбијева је освојила награду за најбољу глумицу на филмском фестивалу у Венецији за Корнел Мундружков енглески деби Комади жене, филм који приказује пропаст брака. Кирбијева је поновила своју познату улогу Алане Митсополис / Беле Удовице у филму Немогућа мисија: Одмазда — Први део (2023).

## Приватни живот
Од 2015. до 2019. Кирбијева је била у вези са глумцем Калумом Тарнером, с којим је глумила у филму Краљица и земља.